# Lữ đoàn Cơ giới 5 Úc
Lữ đoàn Cơ giới 5 được quân đội Úc hình thành trong thế chiến thứ hai. Lữ đoàn được thành lập vào ngày 4 tháng 5 năm 1942 tại Geelong, Victoria. Lữ đoàn này hoạt động không lâu và vào tháng 6 năm 1942, nó được nhập vào Lữ đoàn Thiết giáp 6.

## Đơn vị
Trung đoàn Cơ giới 3
Trung đoàn Cơ giới 104
Trung đoàn Thiết giáp 13
Trung đoàn Thiết giáp 14